# Апрелково (прииск, Шилкинский район)
Апрелково — упразднённый прииск (тип населённого пункта) в Шилкинском районе Забайкальского края России. На момент упразднения входил в состав Мирсановского сельского округа. Упразднён в 2000 году.

## География
Располагался на правом берегу среднего течения реки (пади) Апрелково, на расстояние примерно 5 км по прямой к югу от села Апрелково.

## История
Законом Читинской области от 14 апреля 2000 года № 212-ЗЧО населённый пункт исключен из учётных данных.